# Beth Mead
Bethany Jane Mead, född 9 maj 1995 i Whitby, är en engelsk fotbollsspelare (anfallare) som spelar för Arsenal och det engelska landslaget.
När Mead var 16 år gammal skrev hon på för Sunderland och under de 78 matcher som hon spelade för dem gjorde hon 77 mål och anses därför vara en av Sunderlands bästa spelare genom tiderna. 2017 signerade Mead ett långtidskontrakt med Arsenal. Framgångarna där har varit många. Säsongen 2021/2022 tilldelades hon "Arsenal Player of the Season award" och "Arsenal Women Supporters Club Player of the Season award". Mead har även haft många framgångar inom det engelska landslaget. Hon utgjorde en del av den landslagstrupp som representerade landet i Europamästerskapet i England år 2022. Hon blev målskytt i premiären inför en för mästerskapet historiskt stor publik. Under turneringen blev hon utsedd till turneringens bästa spelare och vann även poängligan med sex mål och fem assist. Under 2022 slog Mead det 61 år gamla rekordet för flest gjorda mål under en säsong som tidigare tillhörde Jimmy Greaves.  Mead spelade även i världsmästerskapet i Frankrike år 2019.
Fotboll har inte varit det enda intresset för Mead. Hon har även visat stort engagemang för att skapa en mer jämlik fotbollskultur i England. Under tiden hon spelade i Sunderland tog hon också examen (Honours degree, "Hons") i sportutveckling vid Teesside University. Denna erfarenhet inspirerade henne att starta Beth Mead Scholarship för att stötta studenter som vill utöva dubbla karriärer inom den professionella fotbollsvärlden såväl som i den akademiska. Mead har även skrivit en självbiografi Lioness: My Journey to Glory som publicerades i november 2022. Boken handlar om hennes problem med ångest och självförtroende, tragiska familjenyheter som gav henne energi till hennes bästa säsong någonsin samt hur hon hittade sin bästa form. Hon beskriver även i boken sitt arbete för jämlikhet kopplat till genus och HBTQ inom fotbollen.
Efter Englands vinst i fotbolls-EM 2022 skrev Mead tillsammans med sina lagkamrater ett öppet brev där de uppmanade Rishi Sunak och Liz Truss att Englands nästa premiärminister skulle prioritera att fler tjejer ska få möjlighet att spela fotboll i skolan . De såg vinsten som en möjlighet till att inspirera unga tjejer till att spela fotboll. 
Mead är tillsammans med den holländska landslagsstjärnan Vivianne Miedema som också hon spelar i Arsenal.